# Chi Cá cam
Chi Cá cam (Danh pháp khoa học: Seriola) là một chi cá trong họ Cá khế, hiện đã biết bao gồm 9 loài. Chi cá này có vài loài có giá trị như cá cam, cá cam Nhật Bản...

## Các loài
- Seriola carpenteri F. J. Mather, 1971 (cá cam Guinea)
- Seriola dumerili (A. Risso, 1810) (cá cam, cá cam sọc)
- Seriola fasciata (Bloch, 1793) (cá cam nhỏ)
- Seriola hippos Günther, 1876 (cá Samson)
- Seriola lalandi Valenciennes, 1833 (cá cam sọc vàng)
- Seriola peruana Steindachner, 1881 (cá cam Peru)
- Seriola quinqueradiata Temminck & Schlegel, 1845 (cá cam Nhật Bản)
- Seriola rivoliana Valenciennes, 1833 (cá cam sọc, cá cam sọc Almaco, cá cam sọc vây cao)
- Seriola zonata (Mitchill, 1815) (Banded rudderfish)